# Tribunus angusticlavius
A tribunus angusticlavius a Római Birodalom hadseregében a legio császárkori tribunus legionisai közül az alacsonyabb rangú, lovagi rendű főtisztek közé tartozott, nevét a tunikáján lévő lovagi  keskeny bíborsávról kapta.

## Helye a pályafutásban
A lovagok cursus honorumában a katonai szolgálat második lépcsőfokát (militia secunda) képviselte 2-3 éves szolgálati idővel. Sok lovag ezzel be is fejezte a közszolgálatot és ezután visszatért a civil életbe, mert a cursus honorum további lépcsőfokain kevesebb elérhető hely volt, mint a tribunusok teljes száma.

## Rangja és feladata
Légiónként 5 tribunus angusticlavius szolgált, mindegyikük a 10 cohorsból 2–2-nek a parancsnoka volt. Rangban a negyedik helyen álltak a senatori rendű légióparancsnok (legatus legionis) és helyettese (tribunus laticlavius), valamint az általában plebeius táborparancsnok, a praefectus castrorum mögött. A katonai táborban mindegyiküknek saját épülete vagy sátra volt saját stábbal a cohorsaik közelében, ők feleltek a gyakorlatoztatásért, őrségállításért, és a nem főbenjáró fenyítésekért. Tagjai voltak ugyanakkor a legio haditanácsának. Fizetésük Domitianus idején 10 ezer, Septimius Severus idején 15 ezer, Caracalla idején 25 ezer denarius volt.